# Squadra tedesca di Coppa Davis
La squadra tedesca di Coppa Davis rappresenta la Germania nella Coppa Davis, ed è posta sotto l'egida dalla Federazione Tedesca di Tennis.
La squadra partecipa alla competizione dal 1913, e fino all'edizione del 1989 (compresa) partecipava sotto il nome di Germania Ovest.

Vanta in totale tre successi nella manifestazione e due finali perse.

## Organico 2024
Vengono di seguito illustrati i convocati per ogni singolo turno della Coppa Davis 2024. A sinistra dei nomi la nazione affrontata e il risultato finale. Fra parentesi accanto ai nomi, il ranking del giocatore nel momento della disputa degli incontri (la "d" indica che il ranking corrisponde alla specialità del doppio).
| Qualificazioni Gruppo Mondiale | Qualificazioni Gruppo Mondiale                                                                             | Qualificazioni Gruppo Mondiale | Qualificazioni Gruppo Mondiale |
| Ungheria (3-2)                 | Jan-Lennard Struff (24) Dominik Koepfer (60) Maximilian Marterer (92) Kevin Krawietz (15 d) Tim Pütz (16d) |                                |                                |
| ------------------------------ | --- | ------------------------------ | ------------------------------ |

| Gruppo Mondiale Round Robin                   | Gruppo Mondiale Round Robin                                                                              |
| Slovacchia (3-0) Cile (3-0) Stati Uniti (1-2) | Yannick Hanfmann (96) Maximilian Marterer (104) Henri Squire (187) Kevin Krawietz (13 d) Tim Pütz (13 d) |
| --------------------------------------------- | --- |

| Gruppo Mondiale Fase finale    | Gruppo Mondiale Fase finale                                                                             |
| Canada (2-0) Paesi Bassi (0-2) | Jan-Lennard Struff (43) Daniel Altmaier (88) Yannick Hanfmann (95) Kevin Krawietz (7 d) Tim Pütz (10 d) |
| ------------------------------ | --- |

## Risultati
= Incontro del Gruppo Mondiale

### 2010-2019
| Anno | Turno                          | Data            | Sede                | Avversario      | Punteggio | Esito     |
| ---- | ------------------------------ | --------------- | ------------------- | --------------- | --------- | --------- |
| 2010 | Gruppo Mondiale, 1º turno      | 5-7 marzo       | Tolone (FRA)        | Francia         | 1–4       | Sconfitta |
| 2010 | Spareggi Gruppo Mondiale       | 17-19 settembre | Stoccarda (DEU)     | Sudafrica       | 4–0       | Vittoria  |
| 2011 | Gruppo Mondiale, 1º turno      | 4-6 marzo       | Zagabria (HRV)      | Croazia         | 3–2       | Vittoria  |
| 2011 | Gruppo Mondiale, Quarti        | 8-10 luglio     | Stoccarda (DEU)     | Francia         | 1–4       | Sconfitta |
| 2012 | Gruppo Mondiale, 1º turno      | 10-12 febbraio  | Bamberga (DEU)      | Argentina       | 1–4       | Sconfitta |
| 2012 | Spareggi Gruppo Mondiale       | 14-16 settembre | Amburgo (DEU)       | Australia       | 3–2       | Vittoria  |
| 2013 | Gruppo Mondiale, 1º turno      | 1-3 febbraio    | Buenos Aires (ARG)  | Argentina       | 0–5       | Sconfitta |
| 2013 | Spareggi Gruppo Mondiale       | 13-15 settembre | Nuova Ulma (DEU)    | Brasile         | 4–1       | Vittoria  |
| 2014 | Gruppo Mondiale, 1º turno      | 31 gen.-2 feb.  | Francoforte (DEU)   | Spagna          | 4–1       | Vittoria  |
| 2014 | Gruppo Mondiale, Quarti        | 4-6 aprile      | Nancy (FRA)         | Francia         | 2–3       | Sconfitta |
| 2015 | Gruppo Mondiale, 1º turno      | 6-8 marzo       | Francoforte (DEU)   | Francia         | 2–3       | Sconfitta |
| 2015 | Spareggi Gruppo Mondiale       | 18-20 settembre | Santo Domingo (DOM) | Rep. Dominicana | 4–1       | Vittoria  |
| 2016 | Gruppo Mondiale, 1º turno      | 4-6 marzo       | Hannover (DEU)      | Rep. Ceca       | 2–3       | Sconfitta |
| 2016 | Spareggi Gruppo Mondiale       | 16-18 settembre | Berlino (DEU)       | Polonia         | 3–2       | Vittoria  |
| 2017 | Gruppo Mondiale, 1º turno      | 3-5 febbraio    | Francoforte (DEU)   | Belgio          | 1–4       | Sconfitta |
| 2017 | Spareggi Gruppo Mondiale       | 15-17 settembre | Oeiras (PRT)        | Portogallo      | 3–2       | Vittoria  |
| 2018 | Gruppo Mondiale, 1º turno      | 2-4 febbraio    | Brisbane (AUS)      | Australia       | 3–1       | Vittoria  |
| 2018 | Gruppo Mondiale, Quarti        | 6-8 aprile      | Valencia (ESP)      | Spagna          | 2–3       | Sconfitta |
| 2019 | Qualificazioni Gruppo Mondiale | 1-2 febbraio    | Francoforte (DEU)   | Ungheria        | 5–0       | Vittoria  |
| 2019 | Gruppo Mondiale, Round Robin   | 20 novembre     | Madrid (ESP)        | Argentina       | 3–0       | Vittoria  |
| 2019 | Gruppo Mondiale, Round Robin   | 21 novembre     | Madrid (ESP)        | Cile            | 2–1       | Vittoria  |
| 2019 | Gruppo Mondiale, Quarti        | 22 novembre     | Madrid (ESP)        | Regno Unito     | 0–2       | Sconfitta |

### 2020-2029
| Anno | Turno                             | Data             | Sede                 | Avversario           | Punteggio | Esito     |
| ---- | --------------------------------- | ---------------- | -------------------- | -------------------- | --------- | --------- |
| 2021 | Qualificazioni Gruppo Mondiale    | 6-7 marzo        | Düsseldorf (DEU)     | Bielorussia          | 4–1       | Vittoria  |
| 2021 | Gruppo Mondiale, Round Robin      | 27 novembre      | Innsbruck (AUT)      | Serbia               | 1–2       | Sconfitta |
| 2021 | Gruppo Mondiale, Round Robin      | 28 novembre      | Innsbruck (AUT)      | Austria              | 2–1       | Vittoria  |
| 2021 | Gruppo Mondiale, Quarti di finale | 30 novembre      | Innsbruck (AUT)      | Regno Unito          | 2–1       | Vittoria  |
| 2021 | Gruppo Mondiale, Semifinale       | 4 dicembre       | Madrid (ESP)         | RTF                  | 1–2       | Sconfitta |
| 2022 | Qualificazioni Gruppo Mondiale    | 4-5 marzo        | Rio de Janeiro (BRA) | Brasile              | 3–1       | Vittoria  |
| 2022 | Gruppo Mondiale, Round Robin      | 14 settemnbre    | Amburgo (DEU)        | Francia              | 2–1       | Vittoria  |
| 2022 | Gruppo Mondiale, Round Robin      | 16 settembre     | Amburgo (DEU)        | Belgio               | 2–1       | Vittoria  |
| 2022 | Gruppo Mondiale, Round Robin      | 18 settembre     | Amburgo (DEU)        | Australia            | 2–1       | Vittoria  |
| 2022 | Gruppo Mondiale, Quarti di finale | 24 novembre      | Malaga (ESP)         | Canada               | 1–2       | Sconfitta |
| 2023 | Qualificazioni Gruppo Mondiale    | 3-4 febbraio     | Treviri (DEU)        | Svizzera             | 3–1       | Sconfitta |
| 2023 | Spareggi Gruppo Mondiale          | 16-17 settemnbre | Mostar (BIH)         | Bosnia ed Erzegovina | 4–0       | Vittoria  |
| 2024 | Qualificazioni Gruppo Mondiale    | 2-3 febbraio     | Rio de Janeiro (BRA) | Brasile              | 3–1       | Vittoria  |
| 2024 | Gruppo Mondiale, Round Robin      | 10 settemnbre    | Zhuhai (CHN)         | Slovacchia           | 3–0       | Vittoria  |
| 2024 | Gruppo Mondiale, Round Robin      | 12 settembre     | Zhuhai (CHN)         | Cile                 | 3–0       | Vittoria  |
| 2024 | Gruppo Mondiale, Round Robin      | 14 settembre     | Zhuhai (CHN)         | Stati Uniti          | 1–2       | Sconfitta |
| 2024 | Gruppo Mondiale, Quarti di finale | 20 novembre      | Malaga (ESP)         | Canada               | 2–0       | Vittoria  |
| 2024 | Gruppo Mondiale, Semifinale       | 22 novembre      | Malaga (ESP)         | Paesi Bassi          | 0–2       | Sconfitta |

## Statistiche giocatori
Di seguito la classifica dei tennisti tedeschi con almeno una partecipazione in Coppa Davis, ordinati in base al numero di vittorie. In caso di parità si tiene conto del maggior numero di incontri disputati; in caso di ulteriore parità viene dato più valore agli incontri in singolare; come quarto e ultimo criterio viene considerata la data d'esordio. In grassetto quelli tuttora in attività.

Aggiornato alla Coppa Davis 2025 (Israele-Germania 1-3).
| #  | Tennista              | Singolare | Doppio | Totale |
| -- | --------------------- | --------- | ------ | ------ |
| 1  | Gottfried von Cramm   | 58-10     | 24-9   | 82-19  |
| 2  | Wilhelm Bungert       | 52-27     | 14-9   | 66-36  |
| 3  | Boris Becker          | 38-3      | 16-9   | 54-12  |
| 4  | Christian Kuhnke      | 35-15     | 16-8   | 51-23  |
| 5  | Henner Henkel         | 33-13     | 16-4   | 49-17  |
| 6  | Ingo Buding           | 26-11     | 10-5   | 36-16  |
| 7  | Michael Stich         | 21-9      | 14-2   | 35-11  |
| 8  | Philipp Kohlschreiber | 20-14     | 4-3    | 24-17  |
| 9  | Tommy Haas            | 19-7      | 4-2    | 23-9   |
| 10 | Daniel Prenn          | 17-5      | 4-5    | 21-10  |
| 11 | Jürgen Fassbender     | 6-6       | 14-8   | 20-14  |
| 12 | Eric Jelen            | 8-4       | 12-4   | 20-8   |
| 13 | Jan-Lennard Struff    | 15-10     | 4-0    | 19-10  |
| 14 | Tim Pütz              | 0-0       | 19-1   | 19-1   |
| 15 | Hans-Jürgen Pohmann   | 5-3       | 13-3   | 18-6   |
| 16 | Kevin Krawietz        | 0-1       | 17-1   | 17-2   |
| 17 | Ulrich Pinner         | 12-8      | 2-1    | 14-9   |
| 18 | Hans Moldenhauer      | 11-6      | 3-2    | 14-8   |
| 19 | Nicolas Kiefer        | 10-11     | 2-3    | 12-14  |
| 20 | Karl Meiler           | 10-7      | 2-3    | 12-10  |
| 21 | Marc-Kevin Goellner   | 8-6       | 4-3    | 12-9   |
| 22 | Michael Westphal      | 12-7      | 0-0    | 12-7   |
| 23 | David Prinosil        | 4-6       | 7-5    | 11-11  |
| 24 | Harald Elschenbroich  | 7-1       | 4-1    | 11-2   |
| 25 | Carl-Uwe Steeb        | 10-10     | 0-0    | 10-10  |
| 26 | Florian Mayer         | 10-9      | 0-0    | 10-9   |
| 27 | Rainer Schüttler      | 9-6       | 0-3    | 9-9    |
| 28 | Alexander Zverev      | 9-5       | 0-1    | 9-6    |
| 29 | Hans Redl             | 5-14      | 3-8    | 8-22   |
| 30 | Rupert Huber          | 6-7       | 2-1    | 8-8    |
| 31 | Roderich Menzel       | 7-1       | 1-0    | 8-1    |
| 32 | Alexander Waske       | 1-0       | 7-1    | 8-1    |
| 33 | Eberhard Nourney      | 3-4       | 4-2    | 7-6    |
| 34 | Rolf Göpfert          | 2-2       | 5-4    | 7-6    |
| 35 | Patrik Kühnen         | 1-1       | 6-0    | 7-1    |

| #  | Tennista               | Singolare | Doppio | Totale |
| -- | ---------------------- | --------- | ------ | ------ |
| 36 | Philipp Petzschner     | 2-2       | 4-5    | 6-7    |
| 37 | Andreas Maurer         | 1-1       | 5-6    | 6-7    |
| 38 | Wolfgang Stuck         | 3-3       | 3-2    | 6-5    |
| 39 | Ernst Buchholz         | 3-14      | 2-2    | 5-16   |
| 40 | Rolf Gehring           | 4-7       | 1-2    | 5-9    |
| 41 | Peter Elter            | 4-4       | 0-0    | 4-4    |
| 42 | Michael Kohlmann       | 1-2       | 3-2    | 4-4    |
| 43 | Damir Keretić          | 4-2       | 0-0    | 4-2    |
| 44 | Yannick Hanfmann       | 4-1       | 0-0    | 4-1    |
| 45 | Maximilian Marterer    | 4-1       | 0-0    | 4-1    |
| 46 | Andreas Mies           | 0-0       | 4-0    | 4-0    |
| 47 | Horst Hermann          | 1-2       | 2-4    | 3-6    |
| 48 | Hans-Dieter Beutel     | 1-3       | 2-2    | 3-5    |
| 49 | Dominik Koepfer        | 3-2       | 0-0    | 3-2    |
| 50 | Friedrich-Wilhelm Rahe | 2-1       | 1-1    | 3-2    |
| 51 | Kai Lund               | 0-0       | 3-2    | 3-2    |
| 52 | Wolfgang Popp          | 0-0       | 3-2    | 3-2    |
| 53 | Hans Schwaier          | 3-1       | 0-0    | 3-1    |
| 54 | Cedrik-Marcel Stebe    | 3-1       | 0-0    | 3-1    |
| 55 | Heinz Landmann         | 2-5       | 0-2    | 2-7    |
| 56 | Heinrich Kleinschroth  | 0-1       | 2-6    | 2-7    |
| 57 | Peter Scholl           | 1-2       | 1-3    | 2-5    |
| 58 | Hans Denker            | 0-3       | 2-2    | 2-5    |
| 59 | Christopher Kas        | 0-2       | 2-3    | 2-5    |
| 60 | Hendrik Dreekmann      | 2-4       | 0-0    | 2-4    |
| 61 | Franz Feldbausch       | 2-1       | 0-2    | 2-3    |
| 62 | Philipp Buss           | 2-2       | 0-0    | 2-2    |
| 63 | Daniel Altmaier        | 2-2       | 0-0    | 2-2    |
| 64 | Daniel Brands          | 2-0       | 0-2    | 2-2    |
| 65 | Gustav Jaenecke        | 1-2       | 1-0    | 2-2    |
| 66 | Andreas Beck           | 1-2       | 1-0    | 2-2    |
| 67 | Friedrich Frenz        | 2-1       | 0-0    | 2-1    |
| 68 | Jens Knippschild       | 1-0       | 1-1    | 2-1    |
| 69 | Reinhart Probst        | 0-0       | 2-1    | 2-1    |
| 70 | Georg Demasius         | 1-0       | 1-0    | 2-0    |

| #   | Tennista             | Singolare | Doppio | Totale |
| --- | -------------------- | --------- | ------ | ------ |
| 71  | Otto Froitzheim      | 1-7       | 0-1    | 1-8    |
| 72  | Benjamin Becker      | 1-4       | 0-2    | 1-6    |
| 73  | Oskar Kreuzer        | 1-4       | 0-1    | 1-5    |
| 74  | Engelbert Koch       | 1-4       | 0-0    | 1-4    |
| 75  | Dieter Ecklebe       | 1-3       | 0-1    | 1-4    |
| 76  | Tobias Kamke         | 1-2       | 0-2    | 1-4    |
| 77  | Walter Dessart       | 0-0       | 1-4    | 1-4    |
| 78  | Christoph Biederlack | 1-3       | 0-0    | 1-3    |
| 79  | Markus Zoecke        | 1-2       | 0-0    | 1-2    |
| 80  | Bernd Karbacher      | 1-2       | 0-0    | 1-2    |
| 81  | Lars Burgsmüller     | 1-2       | 0-0    | 1-2    |
| 82  | Peter Gojowczyk      | 1-2       | 0-0    | 1-2    |
| 83  | Christoph Zipf       | 0-0       | 1-2    | 1-2    |
| 84  | Fritz Kuhlmann       | 1-1       | 0-0    | 1-1    |
| 85  | Max Wunschig         | 1-1       | 0-0    | 1-1    |
| 86  | Curt Bergmann        | 0-0       | 1-1    | 1-1    |
| 87  | Karsten Braasch      | 0-0       | 1-1    | 1-1    |
| 88  | Simon Greul          | 1-0       | 0-0    | 1-0    |
| 89  | Werner Zirngibl      | 0-0       | 1-0    | 1-0    |
| 90  | Oscar Otte           | 0-5       | 0-0    | 0-5    |
| 91  | Miša Zverev          | 0-1       | 0-2    | 0-3    |
| 92  | Edgar Dettmer        | 0-2       | 0-0    | 0-2    |
| 93  | Klaus Eberhard       | 0-2       | 0-0    | 0-2    |
| 94  | Michael Berrer       | 0-2       | 0-0    | 0-2    |
| 95  | Daniel Masur         | 0-2       | 0-0    | 0-2    |
| 96  | Andre Begemann       | 0-0       | 0-2    | 0-2    |
| 97  | Helmut Gulcz         | 0-1       | 0-0    | 0-1    |
| 98  | Jens Wöhrmann        | 0-1       | 0-0    | 0-1    |
| 99  | Tomas Behrend        | 0-1       | 0-0    | 0-1    |
| 100 | Dustin Brown         | 0-1       | 0-0    | 0-1    |
| 101 | Henri Squire         | 0-1       | 0-0    | 0-1    |
| 102 | Ulrich Marten        | 0-0       | 0-1    | 0-1    |
| 103 | Ricki Osterthun      | 0-0       | 0-1    | 0-1    |
| 104 | Martin Emmrich       | 0-0       | 0-1    | 0-1    |

## Andamento
La seguente tabella riflette l'andamento della squadra dal 1990 ad oggi.
| Pos.           | 90 | 91 | 92 | 93 | 94 | 95 | 96 | 97 | 98 | 99 | 00 | 01 | 02 | 03 | 04 | 05 | 06 | 07 | 08 | 09 | 10 | 11 | 12 | 13 | 14 | 15 | 16 | 17 | 18 | 19 | 21 | 22 | 23 | 24 |
| -------------- | -- | -- | -- | -- | -- | -- | -- | -- | -- | -- | -- | -- | -- | -- | -- | -- | -- | -- | -- | -- | -- | -- | -- | -- | -- | -- | -- | -- | -- | -- | -- | -- | -- | -- |
| Campione       |    |    |    | 3° |    |    |    |    |    |    |    |    |    |    |    |    |    |    |    |    |    |    |    |    |    |    |    |    |    |    |    |    |    |    |
| Finalista      |    |    |    |    |    |    |    |    |    |    |    |    |    |    |    |    |    |    |    |    |    |    |    |    |    |    |    |    |    |    |    |    |    |    |
| SF             |    |    |    |    |    |    |    |    |    |    |    |    |    |    |    |    |    |    |    |    |    |    |    |    |    |    |    |    |    |    |    |    |    |    |
| QF             |    |    |    |    |    |    |    |    |    |    |    |    |    |    |    |    |    |    |    |    |    |    |    |    |    |    |    |    |    |    |    |    |    |    |
| OF             |    |    |    |    |    |    |    |    |    |    |    |    |    |    |    |    |    |    |    |    |    |    |    |    |    |    |    |    |    |    |    |    |    |    |
| Qualificazioni | x  | x  | x  | x  | x  | x  | x  | x  | x  | x  | x  | x  | x  | x  | x  | x  | x  | x  | x  | x  | x  | x  | x  | x  | x  | x  | x  | x  | x  |    |    |    |    |    |
| Gruppo I       |    |    |    |    |    |    |    |    |    |    |    |    |    |    |    |    |    |    |    |    |    |    |    |    |    |    |    |    |    |    |    |    |    |    |
| Gruppo II      |    |    |    |    |    |    |    |    |    |    |    |    |    |    |    |    |    |    |    |    |    |    |    |    |    |    |    |    |    |    |    |    |    |    |
| Gruppo III     | x  | x  |    |    |    |    |    |    |    |    |    |    |    |    |    |    |    |    |    |    |    |    |    |    |    |    |    |    |    |    |    |    |    |    |
| Gruppo IV      | x  | x  | x  | x  | x  | x  | x  |    |    |    |    |    |    | x  |    |    |    |    |    |    | x  | x  | x  | x  | x  | x  | x  | x  | x  | x  | x  |    |    |    |

Legenda
- Campione: La squadra ha conquistato la Coppa Davis.
- Finalista: La squadra ha disputato e perso la finale.
- SF: La squadra è stata sconfitta in semifinale.
- QF: La squadra è stata sconfitta nei quarti di finale.
- OF: La squadra è stata sconfitta negli ottavi di finale (1º turno). Dal 2019 sostituito dal Round Robin.
- Qualificazioni: La squadra è stata sconfitta al turno di qualificazione. Istituito nel 2019.
- Gruppo I: La squadra ha partecipato al Gruppo I della propria zona di appartenenza.
- Gruppo II: La squadra ha partecipato al Gruppo II della propria zona di appartenenza.
- Gruppo III: La squadra ha partecipato al Gruppo III della propria zona di appartenenza.
- Gruppo IV: La squadra ha partecipato al Gruppo IV della propria zona di appartenenza.
- x: Ove presente, la x indica che in quel determinato anno, il Gruppo in questione non è esistito nella zona geografica di appartenenza della squadra.